# Strzelba Browning 125
Browning 125 – strzelba skonstruowana przez Johna Mosesa Browninga. Pierwsza masowo produkowana dubeltówka z lufami umieszczonymi jedna nad drugą (tzw. bok). Browning 125 był ostatnią seryjnie produkowaną bronią skonstruowaną przez Johna Browninga przed śmiercią w 1926 roku.